# 14617 Lasvergnas
14617 Lasvergnas eller 1998 UA4 är en asteroid i huvudbältet som upptäcktes den 21 oktober 1998 av OCA–DLR Asteroid Survey (ODAS). Den är uppkallad efter den franske astronomen Olivier Las Vergnas.
Asteroiden har en diameter på ungefär 7 kilometer.